# Ащина
Ащина — река в России, протекает по Лодейнопольскому району Ленинградской области.
Исток — озеро Ащозеро на востоке Лодейнопольского района, у его стыка с Тихвинским и Подпорожским, бассейн реки находится на территории всех трёх районов. Преобладающее направление течения — на запад-северо-запад. Протекает через деревню Тимошино, севернее деревни Красный Бор. Впадает в Оять с левого берега, в 108 км от её устья, южнее деревни Ефремково.
Длина реки составляет 42 км, площадь водосборного бассейна — 331 км².
Участок выше впадения Сарки представляет интерес с точки зрения водного туризма.
На берегах реки ранее добывали красную и жёлтую глину.

## Бассейн

### Притоки
- В 3 км от устья впадает река Сарка (правый)
- В 5 км от устья впадает река Вадога (левый)
- Каменный (правый)
- Хмелица (левый)

### Озёра
- Ащозеро (исток Ащины со впадающей в него рекой Питкоя)
- Ладвозеро
- Мутнозеро

## Данные водного реестра
По данным государственного водного реестра России относится к Балтийскому бассейновому округу, водохозяйственный участок реки — Свирь, речной подбассейн реки — Свирь (включая реки бассейна Онежского озера). Относится к речному бассейну реки Нева (включая бассейны рек Онежского и Ладожского озера).
Код объекта в государственном водном реестре — 01040100812102000013130.